# ミシガン大学ロー・スクール

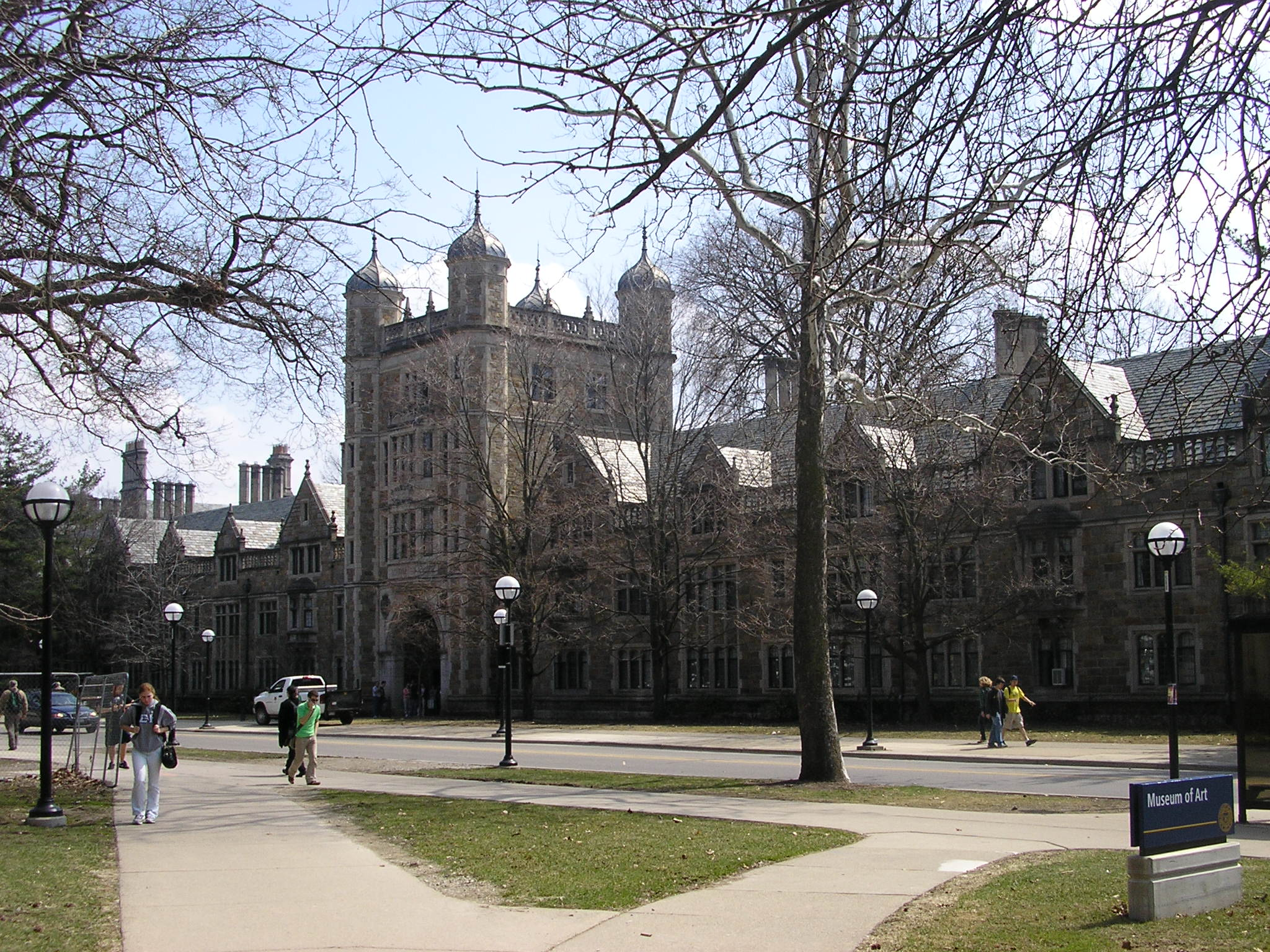
ミシガン大学ロー・スクール

ミシガン大学ロー・スクール（University of Michigan Law School）は、ミシガン大学のロー・スクール。1859年設立。略称はミシガン・ロー（Michigan Law）。

## 主な出身者
- ウィリアム・デイ - 元国務長官
- ケン・サラザール - 元内務長官
- リック・スナイダー Rick Snyder - 元ミシガン州知事
- ジョージ・サザーランド George Sutherland - アメリカ合衆国最高裁判所陪席判事